# Балтени (Валча)
Балтени (рум. Bălteni) насеље је у Румунији у округу Валча у општини Копачени. Oпштина се налази на надморској висини од 342 m.

## Становништво
Према подацима из 2002. године у насељу је живело 438 становника, од којих су сви румунске националности.